# Miconia fuertesii
Miconia fuertesii är en tvåhjärtbladig växtart som beskrevs av Célestin Alfred Cogniaux. Miconia fuertesii ingår i släktet Miconia och familjen Melastomataceae. Inga underarter finns listade i Catalogue of Life.